# المسيحية في لوكسمبورغ

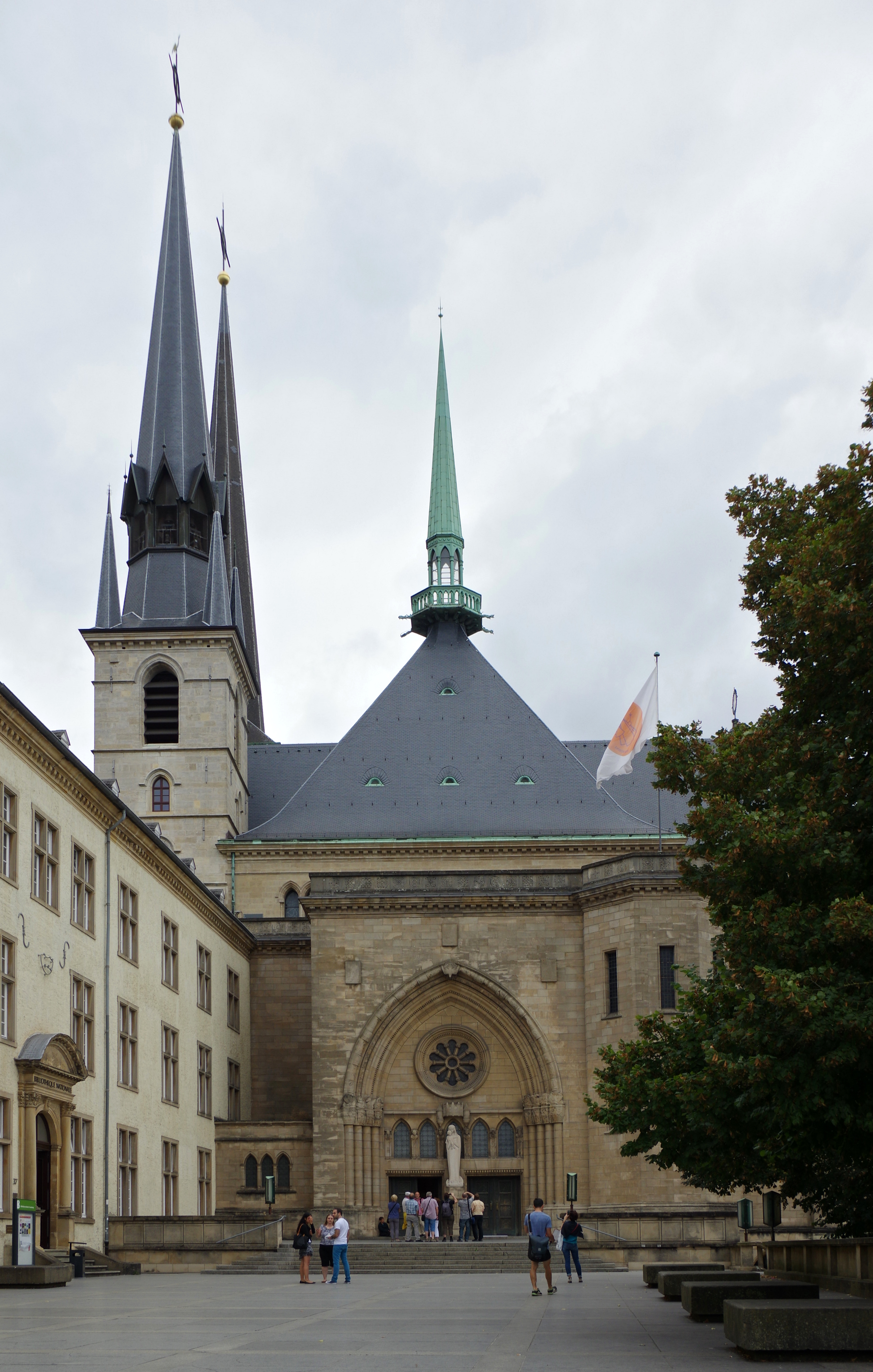
كاتدرائية نوتردام في مدينة لوكسمبورغ.

المسيحية في لوكسمبورغ هي الديانة الأكثر انتشارًا في البلاد، إذ ينتمي 70.4% من السكان إلى الكنيسة الرومانية الكاثوليكية حسب إحصائية مركز بيو للأبحاث عام 2012. وهو مذهب العائلة المالكة في لوكسمبورغ.
لوكسمبورغ هي دولة علمانية، لكنها تعترف بأديان معينة كديانات رسميَّة. وهذا يعطي الدولة سلطةً في إدارة الشؤون الدينيَّة وتعيين رجال الدين، وفي المقابل  تدفع الدولة بعض تكاليف تشغيل دور العبادة وأجور رجال الدين. وتشمل هذه الديانات الرسمية حاليًا الكنيسة الرومانية الكاثوليكية، واليهودية، والكنيسة اليونانية الأرثوذكسية، والأنجليكانية، والكنيسة الروسية الأرثوذكسية، واللوثرية، والكالفينية، والمينوناتية والإسلام. ومنذ عام 1980، أصبح من غير القانوني أن تقوم الحكومة بجمع إحصاءات عن المعتقدات والممارسات الدينية.

## الطوائف المسيحية

### الكاثوليكية

#### تاريخ

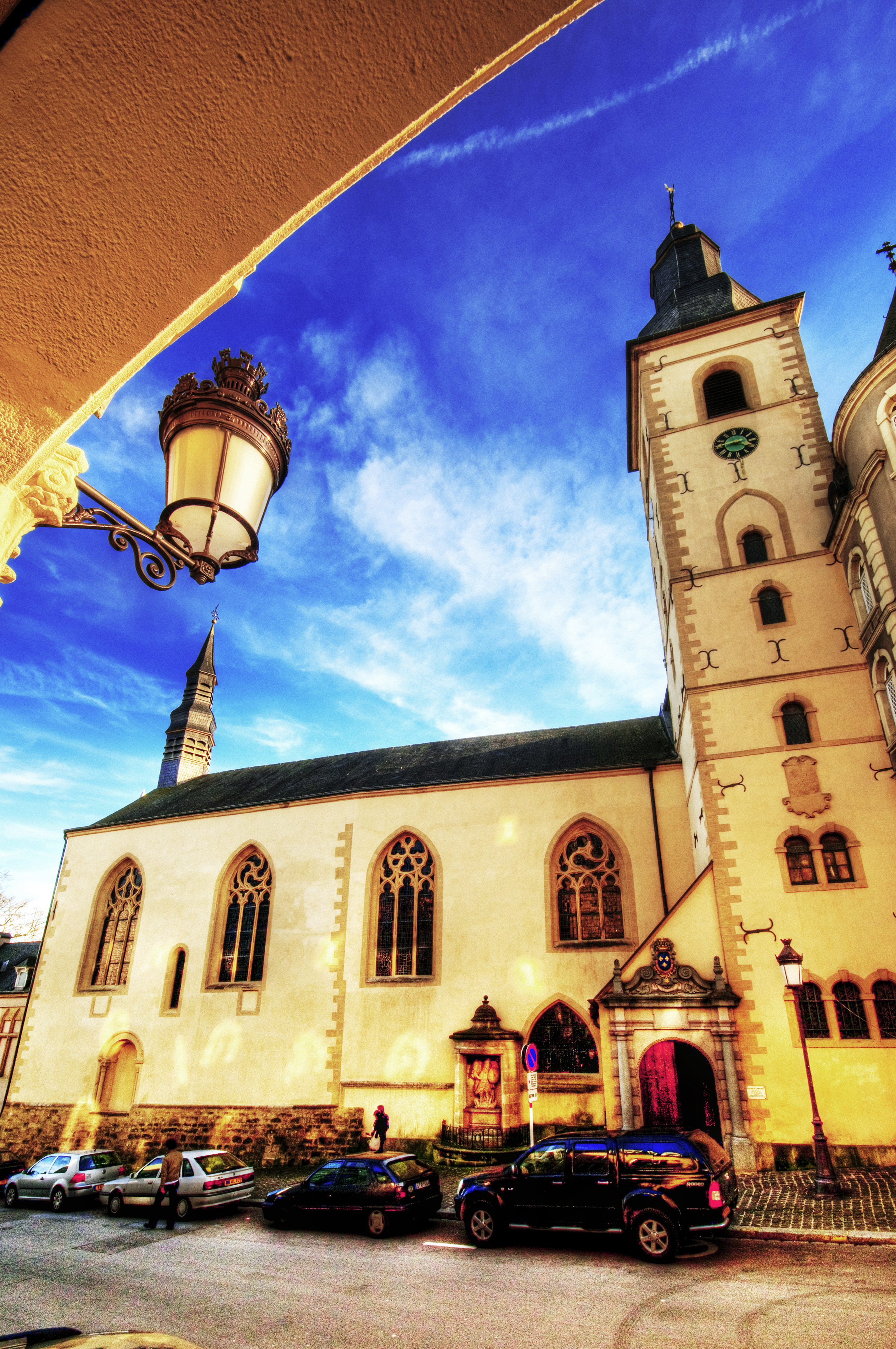
كنيسة الملاك ميخائيل الكاثوليكيَّة في مدينة لوكسمبورغ.

قبل الثورة الفرنسية، كان الجزء الجنوبي من أراضي لوكسمبورغ يتبع لأبرشية ترير الرومانية الكاثوليكية (ثم مطرانية) والجزء الشمالي إلى أبرشية لييج الرومانية الكاثوليكية. بعد 1815 وعقب قرارات مؤتمر فيينا، والتي رفعت لوكسمبورغ إلى رتبة دوقية كبرى بالاتحاد مع تاج مملكة الأراضي المنخفضة المتحدة، قام البابا بيوس السابع بضمّ الأراضي إلى أبرشية نامور الرومانية الكاثوليكيَّة. ومنذ 25 ديسمبر من عام 1833 تم تكليف المنطقة إلى كاهن، بصفة القاصد الرسولي، والذي أصبح لاحقًا أول أسقف رسولي للمنطقة، وفي 2 يونيو من عام 1840 أصبحت لوكسمبورغ إقليم رسولي، وأصبحت أبرشية كاملة في 27 ديسمبر من عام 1870، دون أن تدرج في أي مقاطعة كنسيَّة. في 23 أبريل من عام 1988، ارتقت إلى رتبة أسقفيَّة.

#### الوضع الحالي
الكاثوليكية هي الدين الأكثر انتشارًا في لوكسمبورغ؛ وقد كانت لوكسمبورغ مركزًا رئيسيًا للمسيحية في العصور الوسطى، وتم الحفاظ على الكاثوليكية من خلال التسلسل الوظيفي، والعمارة، والتقاليد التي أُنشئت في القرون السابقة. وقد تلقت الكنيسة الكاثوليكية دعم الدولة منذ عام 1801. في نهاية عام 2010، قدرت الأسقفيَّة عدد أعضائها بحوالي 396,500 نسمة، من مجموع السكان البالغ عددهم 502,000 نسمة، وأفادت الأسقفية بأن لديها 275 أبرشية وحوالي 151 كاهن وخمسة وستين قسيسًا وستة شمامسة دائمين وسبعين راهب وحوالي 566 راهبة. ومع ذلك، فإن أعداد الكاثوليك الذين يترددون على حضور القداس أسبوعيًا في انخفاض. وأظهر استقصاء أجري في عام 1996 (وليس تعدادًا للسكان) أن الكاثوليك شكلوا حوالي 88%، بمن فيهم الأسرة المالكة؛ في حين شكل البروتستانت حوالي 1%؛ وأتباع الديانات الأخرى 1%؛ وشكل اللادينيّون حوالي 9%.

### البروتستانتية
البروتستانتية هي أقلية دينيَّة في لوكسمبورغ، وتشير التقديرات إلى أنَّ أعدادهم تتراوح بين 5,000 إلى 15,000 (أي من 1% إلى 3.2% من السكان). وهي مقسمة إلى عدة كنائس ومذاهب بروتستانتية مختلفة، بما في ذلك اللوثرية، والكالفينيَّه، والإنجيلية، والمشيخية، والأنجليكانية. أكبر الكنائس البروتستانتية في الدوقية هي الكنيسة البروتستانتيَّة في لوكسمبورغ، من ثم كنيسة الإصلاح البروتستانتية في لوكسمبرغ، والكنيسة الإنجيلية في ألمانيا، وكنيسة إنجلترا، والكنيسة البروتستانتية في هولندا. تدعم الدولة الكنيسة البروتستانتيَّة في لوكسمبورغ منذ عام 1894 وكنيسة الإصلاح البروتستانتية في لوكسمبورغ منذ عام 1982.

#### تاريخ

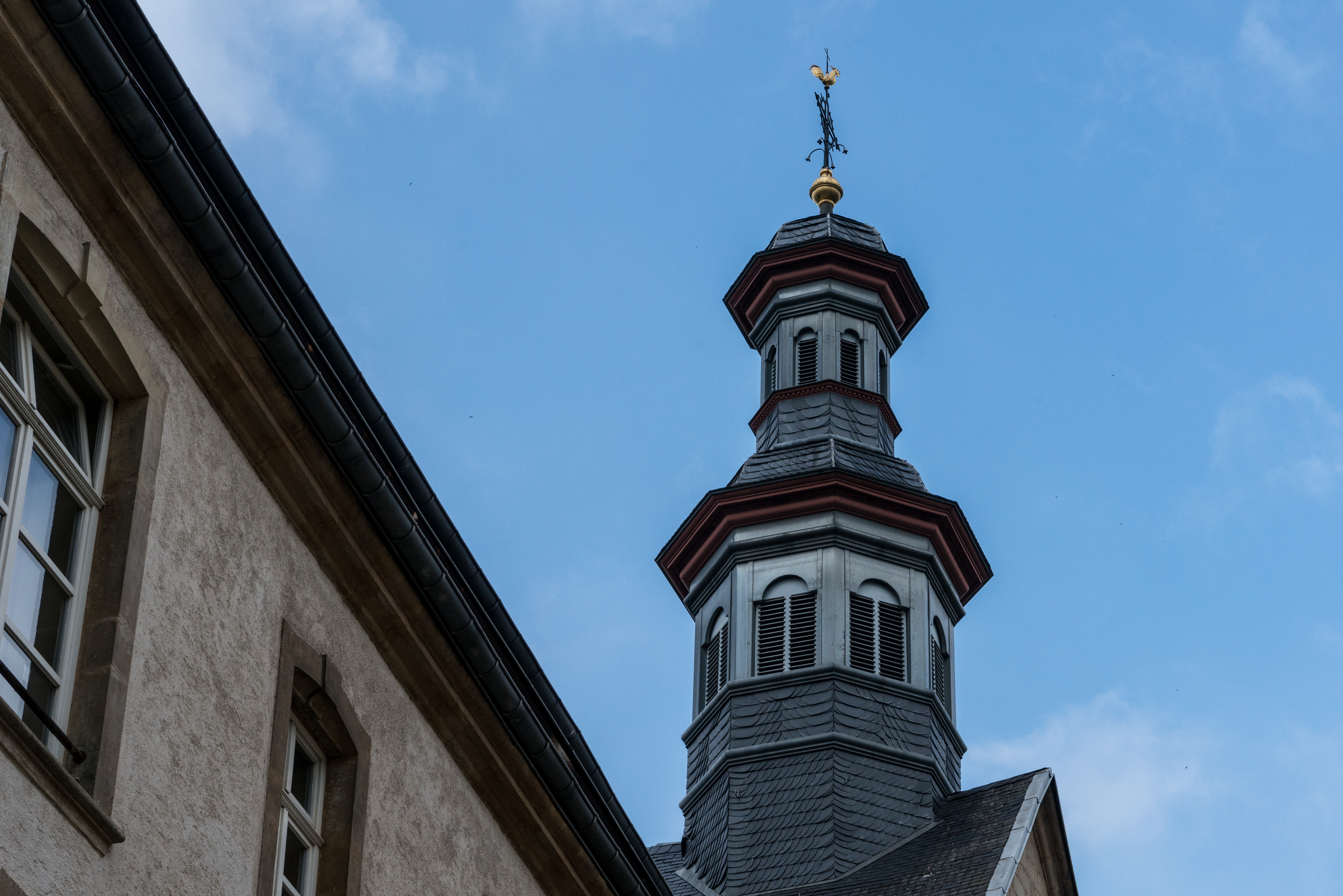
كنيسة الثالوث في مدينة لوكسمبورغ؛ وهي أقدم الكنائس البروتستانتيَّة في البلاد.

نتيجة للمعارضة الشرسة من قبل تيار الإصلاح المضاد اليسوعيي، كانت البروتستانتية محظورة في لوكسمبورغ حتى عام 1768. وبحلول عام 1815، كان في لوكسمبورغ عدد صغير من اللوثريين والكالفينيين والولدينسيين. وقد غيَّر مؤتمر فيينا وجه المؤسسة الدينيَّة في البلاد؛ حيث انتقل الحكم في لوكسمبورغ إلى البيت البروتستانتي من عائلة أوراني - ناساو، كما واحتُلّت البلاد أيضًا من قبل بروسيا البروتستانتيَّة. وكانت أول كنيسة بروتستانتية هي كنيسة الثالوث ذات العمارة الباروكية في مدينة لوكسمبورغ، والتي تم تخصيصها لخدمة الحامية البروسية. عندما غادر الجيش البروسي لوكسمبورغ، أصبحت كنيسة الثالوث تخدم السكان المحليين. وفي عام 1885، كان هناك 1,100 بروتستانتي من أصل 213,000 نسمة من سكان لوكسمبورغ، أي بنسبة 0.5%. وبحلول عام 1914، كان هناك أكثر من 6,000 بروتستانتي، أي ما يقرب من 2.3%.
شهدت معظم سنوات القرن التاسع عشر تغيّرًا طفيفًا في التكوين الديني لسكان لوكسمبورغ، مع زيادة هامشية في أعداد البروتستانت. ومع ذلك، في نهاية القرن، انتقل عشرات الآلاف من المهاجرين الألمان، وكان الكثير منهم من اللوثريين أو الكالفينيين، إلى لوكسمبورغ للعمل في صناعة الصلب. سعى الدوق الأكبر أدولف إلى الاعتراف بمساهمة البروتستانت الاقتصادية وتسييد سلطة الدولة على الطوائف الجديدة. ولهذه الغاية، أمر بإنشاء كنيسة جديدة وهي الكنيسة البروتستانتيَّة في لوكسمبورغ، والتي وحدت اللوثريين والكالفينيين معًا. وأصبحت الكنيسة الجديدة معترف بها من قبل الدولة رسميًا، بشكل مماثل لوضع الكنيسة الرومانية الكاثوليكية. وطوال القرن العشرين، أدَّى نمو المغتربين في لوكسمبورغ إلى زيادة أعداد وحضور الكنائس البروتستانتية الأخرى. وتشمل الكنائس الجديدة الكنائس اللوثرية القادمة من هولندا والدنمارك والسويد والكنائس الأنجليكانية والمشيخية من المملكة المتحدة، والكنائس الإنجيلية من الولايات المتحدة.

## المسيحية والدولة

### تدخل الدولة

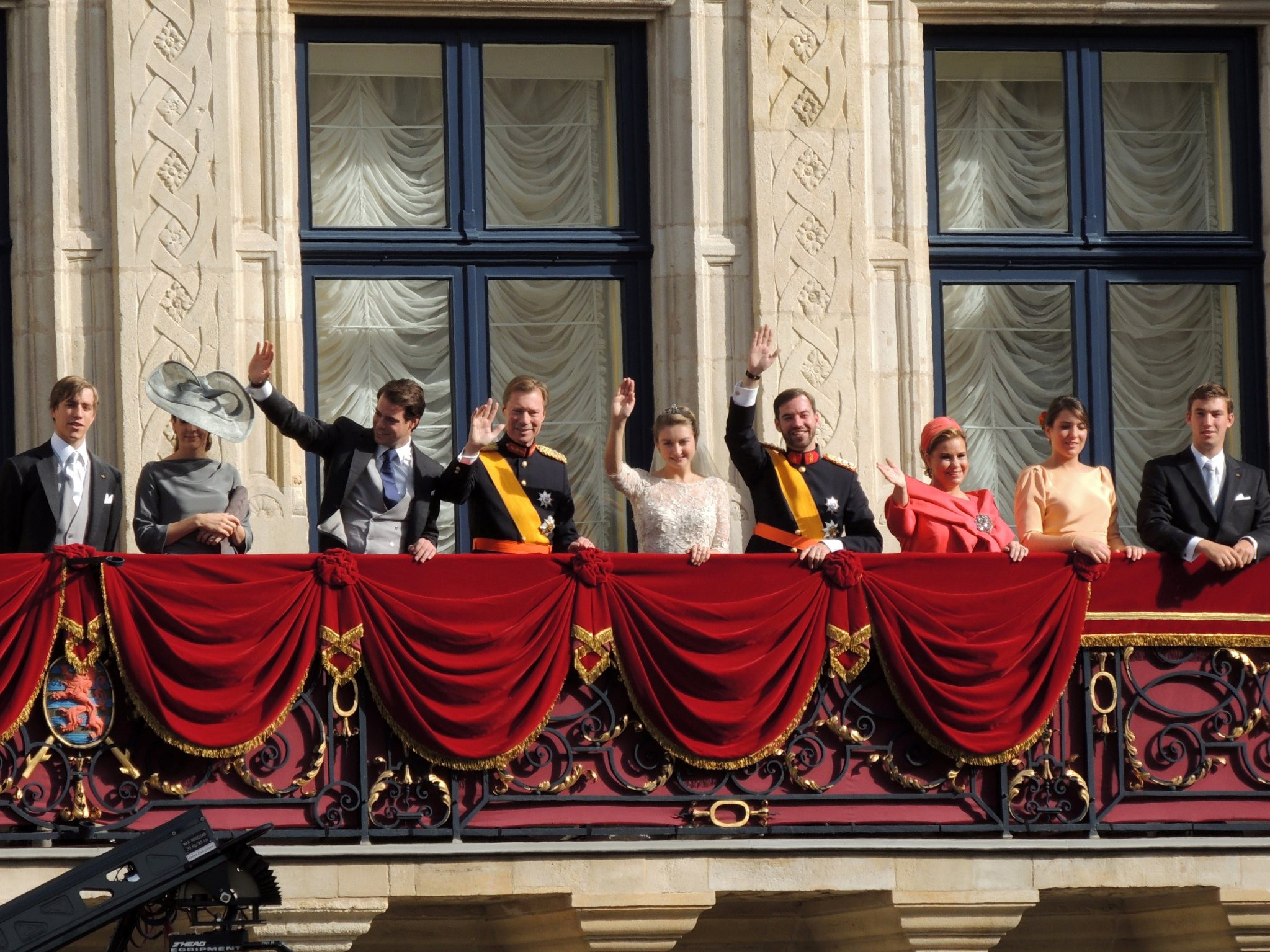
أسرة الدوق الأكبر هنري، وتتوارث الأسرة المالكة لقب الملك الكاثوليكي.

لوكسمبورغ هي دولة علمانية، ولكنها دوقية تعترف وتدعم عدة طوائف، في مقابل ذلك يسمح للدولة أن يكون لها يد في شؤونها. هذا الوضع، أُتيح أولًا إلى الكنيسة الرومانية الكاثوليكية، وتنبع من كونكوردات نابليون عام 1801، والتي استمرت تطبق مبادئها في لوكسمبورغ، على الرغم من انفصالها عن فرنسا في عام 1815 وخلال حقبة الملكية الهولندية. وعلى الرغم من وجود نفس موقف فرنسا الرسمي للعلمانية، اتخذت لوكسمبورغ اتجاه مختلف للدين وذلك في السنوات ال 200 الماضية، وحاولت الحد من الفصل بين الكنيسة والدولة، ولكن ليس زيادته. حاليًا تعترف الدولة رسميًا بالكنيسة الرومانية الكاثوليكية، اليهودية، الكنيسة الأرثوذكسية الروسية، الكنيسة اليونانية الأرثوذكسية والبروتستانتية. وبدأت العملية في منتصف العقد الأول من القرن العشرين، حيث تعرّض الكنيسة والدولة في لوكسمبورغ للانتقاد المتزايد. وقد أدّى ذلك إلى العديد من الأحداث، مثل رفض الدوق الأكبر التوقيع على مشروع قانون يشرّع القتل الرحيم الذي اعتمده البرلمان لدوافع دينية. وأدى ذلك إلى تشكيل تحالف من ثماني منظمات، هدفها الفصل بين الكنيسة والدولة.
في يناير 2015، أبرمت الحكومة اتفاقية جديدة مع الأديان المعترف بها، وأعادت جمع الكنائس اليونانيَّة والرومانيَّة والصربيَّة والروسيَّة الأرثوذكسية في كنيسة أرثوذكسية واحدة، ممثلة برئيس أساقفة بلجيكا والبلدان المنخفضة ولوكسمبورغ تحت ولاية بطريركية القسطنطينية المسكونية، وتم إضافة الكنيسة الأنجليكانية والجماعات الإسلامية في دوقية لوكسمبورغ الكبرى إلى قائمة الأديان المعترف بها. غير أن هذه الإتفاقية لم تدخل حيز النفاذ بعد. وعلاوة على ذلك، طالبت سبع منظمات غير دينية في المفاوضات بإلغاء تمويل الدولة للأديان في المستقبل واستمرار تدريس المواد الدينيّة في المدارس العامة.